# Palmarès dell'Hockey Club Milano (hockey in-line)
L'Hockey Club Milano nella sua storia annovera 31 titoli nazionali – 10 scudetti, 9 Coppe Italia, 3 Coppe FIRS e 9 Supercoppe italiane – che ne fanno il club più titolato con alle spalle l'Asiago Vipers (19). A livello internazionale vanta invece 1 President Cup che rendono il club il secondo più titolato d'Italia dietro l'Asiago Vipers con 3 titoli.

## Competizioni ufficiali

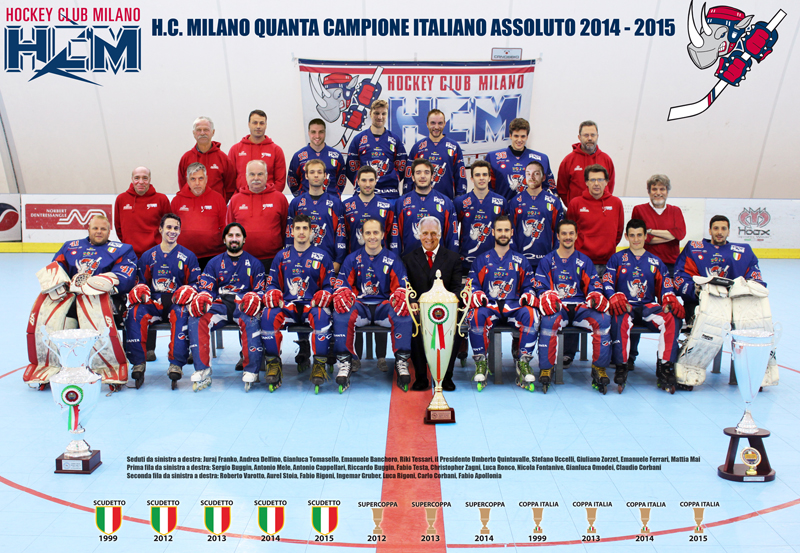
Il Milano Quanta campione d'Italia 2014-2015

32 trofei

### Competizioni nazionali
31 trofei
- Campionato italiano: 10 (record)

1998-1999, 2011-2012, 2012-2013, 2013-2014, 2014-2015, 2015-2016, 2016-2017, 2017-2018, 2018-2019, 2021-2022 
- Coppa Italia: 9 (record)

1998-1999, 2012-2013, 2013-2014, 2014-2015, 2015-2016, 2016-2017, 2017-2018, 2021-2022, 2022-2023
- Coppa FIRS: 3 (record)

2016-2017, 2017-2018, 2018-2019
- Supercoppa italiana: 9 (record)

2012, 2013, 2014, 2016, 2017, 2018, 2019, 2021, 2022

### Competizioni internazionali
1 trofeo
- President Cup: 1 (record italiano)

2017

## Altre competizioni nazionali
- Serie A2/B: 1

2005-2006 (Girone A)

## Altri piazzamenti

### Competizioni nazionali
- Campionato italiano:

Finale play-off scudetto: 3 (1996, 2020-2021, 2022-2023)
Semifinale play-off scudetto: 3 (1997, 2007-2008, 2010-2011)
- Coppa Italia:

Finale: 3 (2010-2011, 2018-2019, 2020-2021)
Semifinale: 1 (2009-2010)
- Supercoppa italiana:

Finale: 2 (2011, 2015)

### Competizioni internazionali
- Eurolega:

Finale: 2 (2018, 2019)
Semifinale: 2 (2016, 2023)